# Kaplica św. Marii Magdaleny w Swieqi
Kaplica św. Marii Magdaleny (malt. Knisja Santa Marija Maddalena, ang. St. Mary Magdalen Chapel) – rzymskokatolicka kaplica w przysiółku Madliena miejscowości Swieqi na Malcie.

## Historia

### Oryginalna kaplica
Kaplica, która stoi do dziś, nie jest tą oryginalną. Ta ostatnia znajdowała się na szczycie wzgórza, w miejscu dzisiejszego fortu Madliena.
Wydaje się, że początki kaplicy pod tym wezwaniem na terenie zwanym il-Madliena sięgają co najmniej końca XV wieku. Biskup Molina i Achille Ferres podają, że w 1490 w tej okolicy istniała już kaplica pod wezwaniem św. Marii Magdaleny. W rzeczywistości to kaplica dała nazwę temu obszarowi. W czasie, gdy prawdopodobnie zbudowano kaplicę, obszar ten był znany jako Samudi lub Bjar Samut. Tereny o tej nazwie znajdujemy w spisach milicji z lat 1419 i 1420.
W zapisach wizyty prałata Dusiny w 1575 kaplica ta nie jest wymieniona. Powodem mógł być jej zły stan, albo z jakiegoś nieznanego powodu została ona pominięta. Ale już w 1615 biskup Baldassare Cagliares zastał ten kościół w bardzo dobrym stanie, miał nawet zakrystię, a niejaki Franciscus Sant dbał o niego.
15 kwietnia 1659 biskup Balaguer Camarasa podczas wizytacji kaplicy zastał ją w złym stanie i zdesakralizował ją. Odbudowana w 1676 została poświęcona przez biskupa Lorenzo D’Astiria w 1678.
Podczas blokady Francuzów w latach 1798–1800 kaplica, z racji swojego położenia na wzgórzu pełniła rolę całodobowego punktu obserwacyjnego. 

### Nowa kaplica
Około 1875 roku siły brytyjskie rozpoczęły budowę systemu obronnego, który później stał się znany jako „Victoria Lines”. Na lokalizację jednego z czterech fortów linii obronnej zostało wybrane wzgórze, na którym stała kaplica. Brytyjczycy zburzyli ją, a na mocy porozumienia z Kościołem maltańskim w 1880 zbudowali nową przy głównej drodze przysiółka, około 250 metrów od oryginalnej lokalizacji.

## Architektura

### Wygląd zewnętrzny
Kaplica ma prostą fasadę, z gzymsem nad głównymi drzwiami, nad którymi umieszczone jest również półokrągłe okno, które doświetla wnętrze kaplicy.

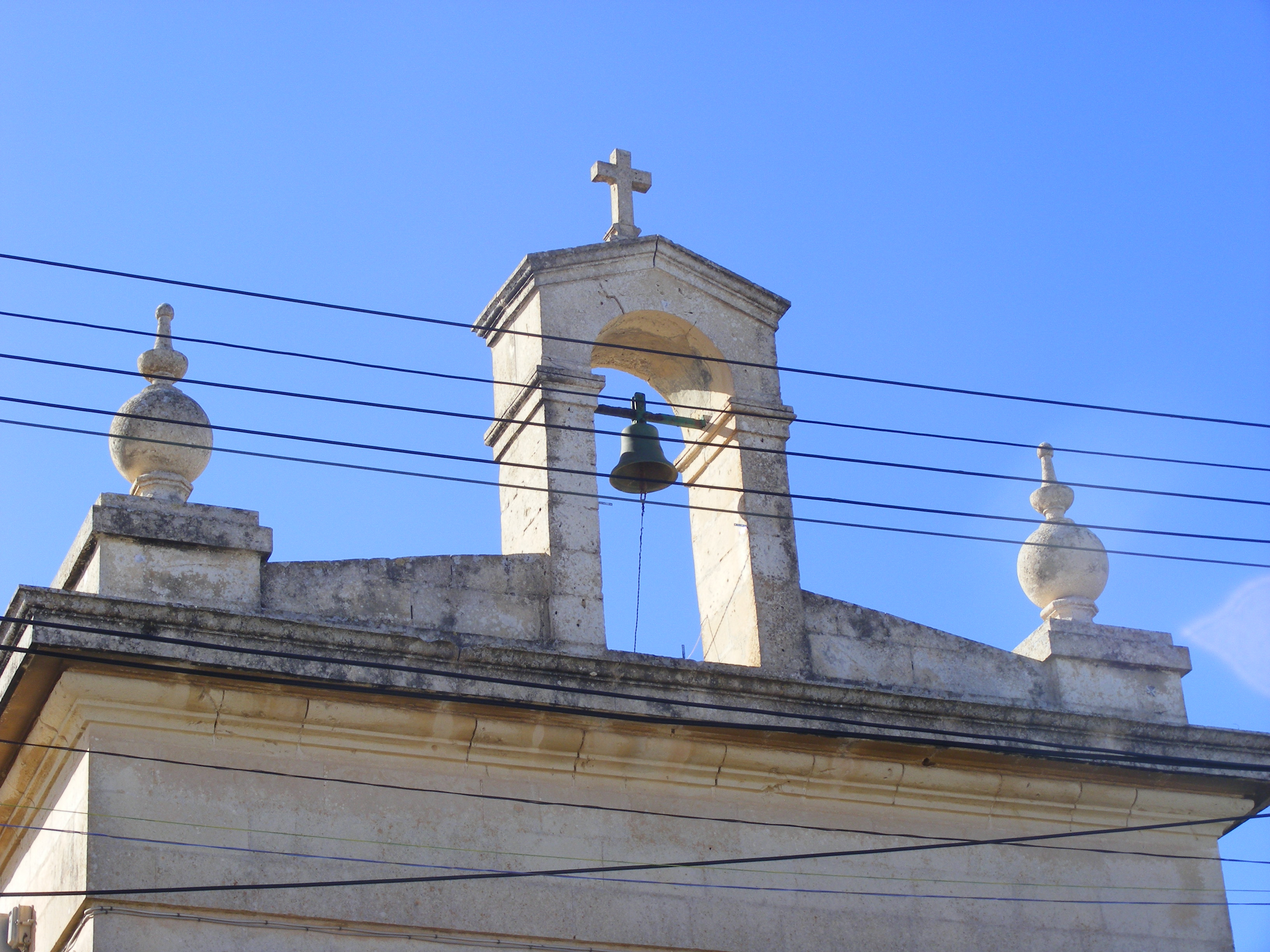
Szczyt fasady z dzwonnicą.

 W górnej części znajduje się belkowanie, które obiega całą kaplicę, a na nim niski fronton, z centrum którego wyrasta dzwonnica typu „bell-cot”z dzwonem. Na tym dzwonie widnieje nazwa „Bandak” i data „1963”. Prawdopodobnie dzwon pochodził ze statku o tej nazwie. Na końcach fasady po obu stronach dzwonnicy znajdują się dwa motywy dekoracyjne w kształcie kuli z iglicą. Na froncie kaplicy znaleźć można wyryte graffiti.

### Wnętrze

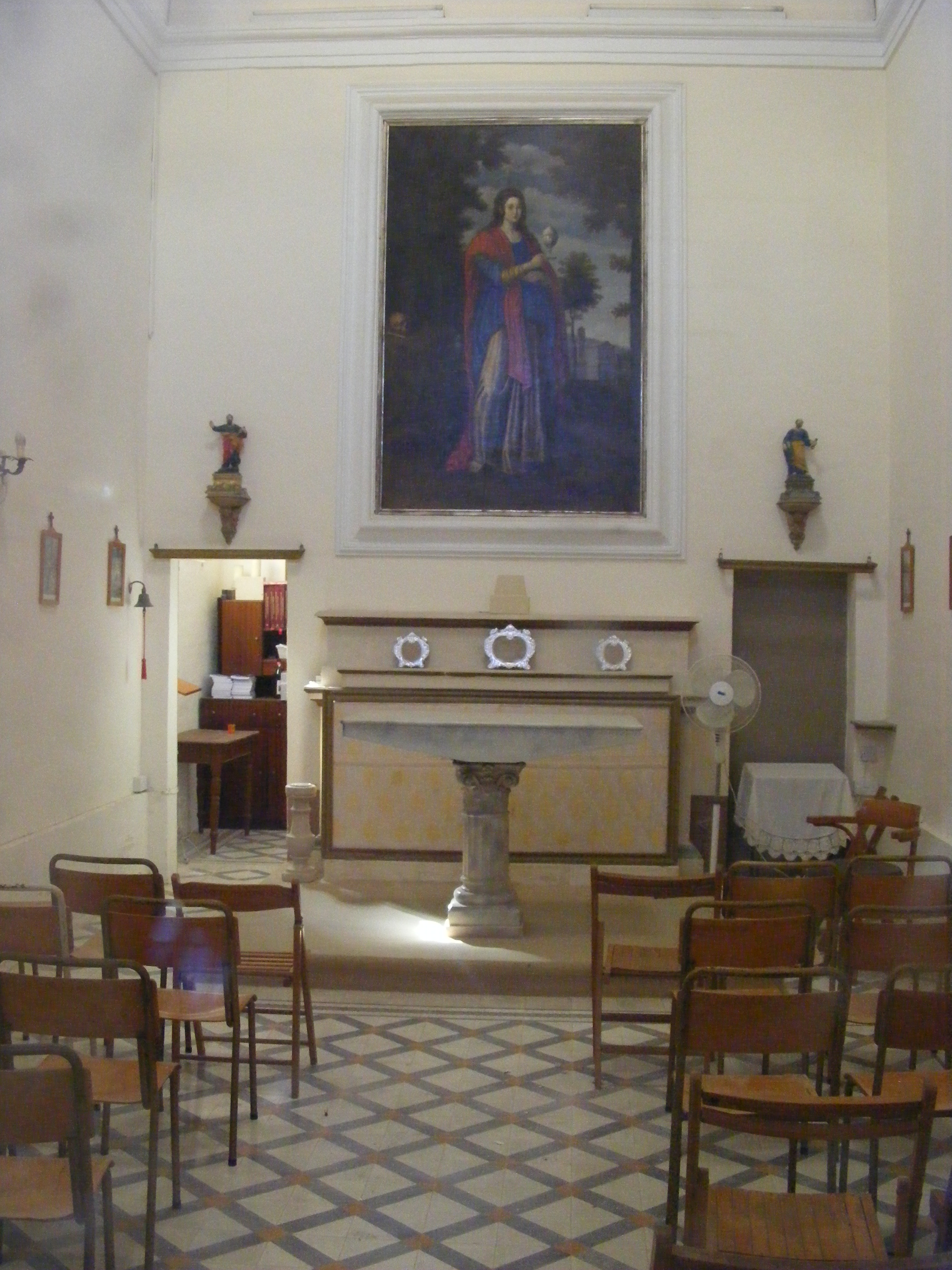
Wnętrze kaplicy z obrazem tytularnym.

Wnętrze kaplicy jest niewielkie. W jej ołtarzu znajduje się obraz św. Marii Magdaleny, stojącej z naczyniem z wonnościami w ręce, po jej prawej stronie widoczna jest czaszka; są to atrybuty związane z tą świętą. W tle obrazu widnieje kościół z wieżą. Malowidło jest sygnowane przez Filippu Dingliego i datowane na rok 1660. Prawdopodobnie obraz ten znajdował się w oryginalnej kaplicy, z której po zburzeniu został przeniesiony. Obraz ten został odrestaurowany przez Alfreda Briffę. Na prawej ścianie kaplicy znajduje się obraz Matki Bożej Różańcowej, który być może pochodzi ze szkoły Giuseppe Calì. Z tyłu kaplicy znajduje się niewielka zakrystia. Kaplicę przykrywa sklepienie kolebkowe, pośrodku którego widnieje świetlik, również doświetlający kaplicę.

## Kaplica dzisiaj
Do 1998 kaplica była częścią parafii w Għargħur. Kiedy w 1999 utworzono parafię w L’Ibraġ (Swieqi), kaplica przeszła pod jej zarząd.
Kaplica jest w dobrym stanie i jest okazjonalnie otwierana na msze.